# Minnie Maddern Fiske
Minnie Maddern Fiske, pseudonyme de Marie Augusta Davey et plus connue sous son nom de scène de Mrs. Fiske (19 décembre 1865 à la Nouvelle-Orléans (Louisiane) -15 février 1932 à New York), est une actrice américaine des plus connues des débuts du cinéma.
Elle dirigea également la lutte contre le Theatrical Syndicate pour la liberté de contrats des artistes. Elle eut grâce à cela une renommée des plus importantes de l'actorat américain jusque dans le milieu des années 1920. Ses différents rôles dans des pièces du norvégien Henrik Ibsen ont permis l'introduction du théâtre américain en Norvège.

## Carrière

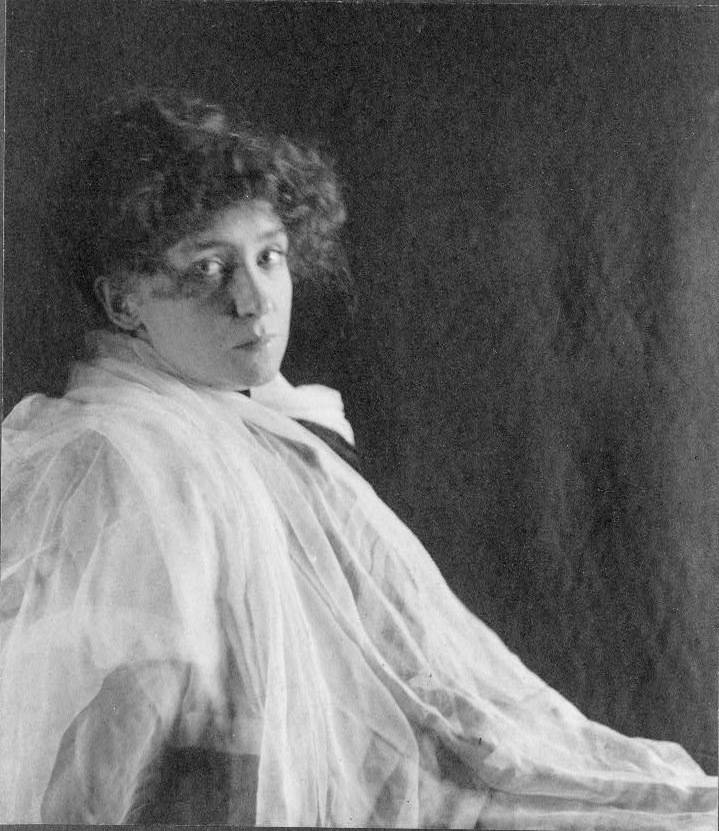
Minnie Maddern Fiske
Photographie de Fred Holland Day.

Mrs. Fiske est née à La Nouvelle-Orléans en Louisiane, fille de Thomas Davey et de l'actrice Lizzie Maddern, elle devient une actrice professionnelle à l'âge de 5 ans. Fiske était probablement plus connue pour son rôle de Becky Sharp le personnage de La Foire aux vanités (Vanity Fair), pièce adaptée en 1899 au théâtre de La Foire aux vanités de William Thackeray, sous la production Langdon Elwyn Mitchell.
Elle écrivit plusieurs pièces et collabora avec son mari Harrison Grey Fiske sur la pièce Fontenelle. Son mari dirigeait virtuellement la mise en scène de ses pièces après leur mariage. D'après le New York Times, Harrison Fiske avait 11 ans quand il rencontra la future Mrs. Fiske, elle-même n'avait que 3 ans, alors qu'elle jouait un rôle shakespearien. Elle recevait sa paye alors en sucettes (lollipops). Elle se maria deux fois. D'abord en 1882, à l'âge de 16 ans elle épousa un musicien du nom de LeGrande White mais divorça peu après. Puis en mars 1890, elle épousa Harrison Grey Fiske et se retira de la scène pendant trois ans.
Parmi les nombreux triomphes de Mrs. Fiske sur les scènes de Broadway, dont Becky Sharp, Hedda Gabler, Madame Sand, une pièce sur George Sand. Mis' Nelly of N'Orleans, Helena's Boys, Les Revenants (Ghosts), Ladies of the Jury, ainsi que ses propres pièces comme The Rose, The Eyes of the Heart ou encore The Light from St. Agnes. Mrs. Fiske a joué tous les styles depuis la comédie de farce à la tragédie et apparue même dans une comédie avec des marionnettes, Wake Up, Jonathan!. Son dernier rôle sur scène en 1930 dans The Rivals elle fut créditée sous le nom de Mrs Malaprop (qu'on peut traduire par Mme Impropriété, faisant référence aux abus de langage).

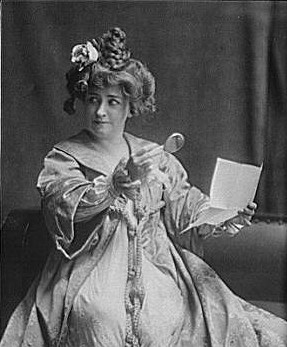
Minnie Maddern Fiske interprétant Becky Sharp dans La Foire aux vanités (vers 1910).

Au milieu des années 1910, Mrs. Fiske joua ensuite dans deux adaptations cinématographiques de deux de ses plus grands succès théâtraux Tess Of The D'Urbervilles et Vanity Fair, Tess Of The D'Urbervilles, en 1913, et Vanity Fair : La Foire aux vanités, en 1915, qui furent tous les deux de grands succès aux yeux des cinéphiles, alors qu'elle ne se sentait pas au meilleur de son talent.
Elle avait une véritable passion pour jouer les pièces d'Henrik Ibsen encore plus que celles de William Shakespeare. Elle disait d'Ibsen dans un article du New York Times de janvier 1908, qu'il était la meilleure imagination pour les acteurs sans surestimation : 

« Ibsen s'intéresse aux acteurs car pour vraiment comprendre un rôle on doit étudier (imaginer) le personnage depuis sa prime jeunesse. La plupart des hommes et des femmes créés par Ibsen ont eu une vie bien avant le lever de rideau. Shakespeare donne un dialogue fastidieux pour les acteurs car les personnages requièrent une grande dose d'étude. Mais même Shakespeare semble facile comparé à la pensée d'Ibsen. Les jolis vers, le dessin d'un personnage merveilleux de Shakespeare donnent des solutions à des problèmes compliqués, mais Ibsen est tellement insaisissable. Il fascine par sa froideur. Il est la Wagner de la pièce de théâtre. Wagner a lutté pour comprendre tout comme Ibsen. »

Mrs. Fiske fut également une avocate pour la cause animale des plus engagées de son époque. Mark Twain écrivit l'histoire A Horse's Tale pour elle.
Elle mourut d'une insuffisance cardiaque à l'âge de 66 ans, dans le Queens à New York. Elle n'a pas eu d'enfant de son mari Harrison. L'actrice Emily Stevens (1882-1928) était sa cousine, ainsi qu'Elizabeth Maddern, la première femme de l'écrivain Jack London,

## Pièces de théâtre
- 1871 : Hunted Down de Dion Boucicault, New York
- 1882 : Fogg's Ferry de Charles Callahan, Wisconsin
- 1883 : Juanita de Charles Callahan, Illinois
- 1884 : Caprice de Howard P. Taylor, Missouri
- 1885 : In Spite of it All de Victorien Sardou, New York
- 1893 : Hester Crewe d'Harrison Grey Fiske, New York
- 1894 : A Doll's House d'Henrik Ibsen, New York
- 1896 : This Picture and That! de Brander Matthews, Texas
- 1896 : Cesarine d'Alexandre Dumas fils, Pennsylvanie
- 1896 : The Queen of Liars de Harrison Grey Fiske, New York
- 1896 : A Doll's House, New York
- 1896 : A Light From St. Agnes, de Minnie Maddern Fiske, New York
- 1896 : Cesarine, Illinois
- 1896 : Divorcons de Victorien Sardou, Illinois
- 1896 : The Right to Happiness de Marguerite Merington, Louisiana
- 1897 : Tess of D'Urbervilles de Lorimer Stoddard, New York
- 1898 : Little Italy d'Horace B. Fry, Illinois
- 1898 : Magda d'Hermann Sudermann, New York
- 1898 : A Bit of Old Chelsea de Mrs. Oscar Beringer, New York
- 1898 : Love Finds the Way de Marguerite Merrington, New York
- 1899 : Becky Sharp de Langdon Mitchell, New York
- 1899 : Frou Frou d'Henri Meilhac et Ludovic Halévy, New York
- 1901 : Miranda of the Balcony d'Anne Crawford Flexner, New York
- 1901 : The Unwelcome Mrs. Hatch de Constance Cary Harrison, New York
- 1902 : A Bit of Old Chelesa, New York
- 1902 : Tess of D'Urbervilles, New York
- 1902 : Une maison de poupée (A Doll's House) d'Henrik Ibsen, New York
- 1902 : Little Italy et Divorcons, New York
- 1902 : Mary of Magdala de Paul Heyse, New York
- 1903 et 1904 : Hedda Gabler d'Henrik Ibsen, New York
- 1904 : Becky Sharp, New York
- 1904 : Leah Kleschna de C. M. S. McLellan, New York
- 1905 : The Rose, A Light From St. Agnes, The Eyes of the Heart, trois pièces en un acte de Minnie Maddern Fiske
- 1906 : The New York Idea de Langdon Mitchell, New York
- 1907 : Tess Of D'Urbervilles, Louisiane
- 1907 : Leah Kleschna, Louisiane
- 1907 : Rosmersholm d'Henrik Ibsen, New York
- 1908 : Salvation Nell d'Edward Sheldon, New York
- 1910 : The Pillars of Society d'Henrik Ibsen, New York
- 1910 : The Green Cockatoo d'Arthur Schnitzler, New York
- 1910 : Hannele de Gerhart Hauptmann, New York
- 1911 : Becky Sharp, New York
- 1911 : Mrs. Bumpstead-Leigh d'Harry James Smith, New York
- 1911 : The New Marriage de Langdon Mitchell, New York
- 1912 : Julia France de Gertrude Atherton, Toronto, Canada
- 1912 : Lady Patricia de Rudolf Frohman, New York
- 1912 : The High Road d'Edward Sheldon, Montréal, Canada
- 1913 : The High Road, Massachusetts
- 1914 : Mrs Bumpstead-Leigh, New Jersey
- 1914 : Lady Betty Martingale de John Luther Long et Frank Stayon
- 1916 : Erstwhile Susan de Marian de Forest, Massachusetts
- 1917 : Madame Sand de Philip Moeller, New York
- 1918 : Service d'Henri Lavedan, traduit par William C. Taylor, New York
- 1918 : Out There de J. Hartley Manners, en tournée à travers les États-Unis pour récolter des fonds pour la Croix-Rouge
- 1919 : Mis' Nelly of N' Orleans de Lawrence Eyre, New York
- 1921 : Wake Up, Jonathan! d'Hatcher Hughes et Elmer Rice, New York
- 1923 : The Dice of the Gods de Lillian Barrett, Illinois
- 1923 : Mary, Mary Quite Contrary de St. John Ervine, New York
- 1923 : Helena's Boys d'Ida Lublenski Erlich, New York
- 1925 : The Rivals de Richard Brinsley Sheridan, Massachusetts
- 1927 : Les Revenants (Ghosts) d'Henrik Ibsen, New York
- 1928 : Les Joyeuses Commères de Windsor (The Merry Wives of Windsor) de William Shakespeare, New York
- 1928 : Beaucoup de bruit pour rien (Much Ado About Nothing) de William Shakespeare, Pennsylvanie
- 1929 : Mrs. Bumpstead-Leigh, New York
- 1929 : Ladies of the Jury de Fred Ballard, New York
- 1930 : It's a Grand Life d'Hatcher Hughes et Alan Williams, New York
- 1930 : The Rivals, New York
- 1931 : Ladies of the Jury, Illinois
- 1932 : Mrs. Bumpstead-Leigh, Californie
- 1933 : Against the Wind de Carlos Drake, Illinois.